# Попов, Владимир Леонидович
Владимир Леонидович Попов (род. 3 сентября 1946 года) — советский и российский математик, специалист в области алгебры, член-корреспондент РАН (2016).

## Биография
Родился 3 сентября 1946 года.
В 1969 году — окончил механико-математический факультет МГУ.
В 1972 году — защитил кандидатскую диссертацию, тема: «Стабильность действия алгебраических групп и арифметика квазиоднородных многообразий».
В 1984 году — защитил докторскую диссертацию, тема: «Группы, образующие, сизигии и орбиты в теории инвариантов».
В 1986 году — присвоено учёное звание профессора.
В 2016 году — избран членом-корреспондентом РАН.

## Научная деятельность
Специалист в области алгебры. Автор 128 научных работ, из них 4 монографий.
Основные научные результаты:
- решены две классические проблемы теории инвариантов: обобщенная 14 проблема Гильберта, поставленная М. Нагатой в 1965 г., основная проблема конструктивной теории инвариантов, поставленная Д. Гильбертом в 1893 г.;
- получены пионерские результаты теории вложений однородных алгебраических много-образий (в том числе торических и сферических), определившие её бурное современное развитие; создан новый тренд в теории инвариантов, в рамках которого доказаны теоремы конечности для действий с заданной длиной цепи сизигий;
- линейные алгебраические группы охарактеризованы как группы автоморфизмов простых конечномерных (неассоциативных) алгебр;
- построена теория групп Кэли, открытых в 1846 г., в частности, решена проблема Д. Луны о классификации кэлиевых унимодулярных групп;
- классифицированы простые алгебры Ли, поле рациональных функций которых чисто трансцендентно над полем присоединенных инвариантов. Этот результат является ключевым в построении контрпримеров к гипотезе И. В. Гельфанда и А. А. Кириллова о телах частных обертывающих алгебр;
- даны ответы на вопросы Гротендика Серру об алгебраических группах; решена поставленная А. Борелем проблема классификации дискретных групп движений эрмитова аффинного пространства, порожденных аффинными отражениями;
- доказаны старые гипотезы Флэта и Таубера об алгебраических группах.

Ведет преподавательскую деятельность в должности профессора в НИУ ВШЭ, член редколлегий журналов «Transformation Groups», «Известия РАН. Серия математическая», «Математические заметки» и др.
Ранее вёл преподавательскую деятельность в различных зарубежных институтах и университетах.